# Laruns (fromage)
Pour les articles homonymes, voir Laruns.
Le laruns est un fromage produit à partir de lait de brebis dans la vallée d'Ossau (département des Pyrénées-Atlantiques), également incluse dans la zone de production de l'ossau-iraty. Une foire au fromage se tient tous les ans à Laruns au début du mois d'octobre. 